# Социальное исключение

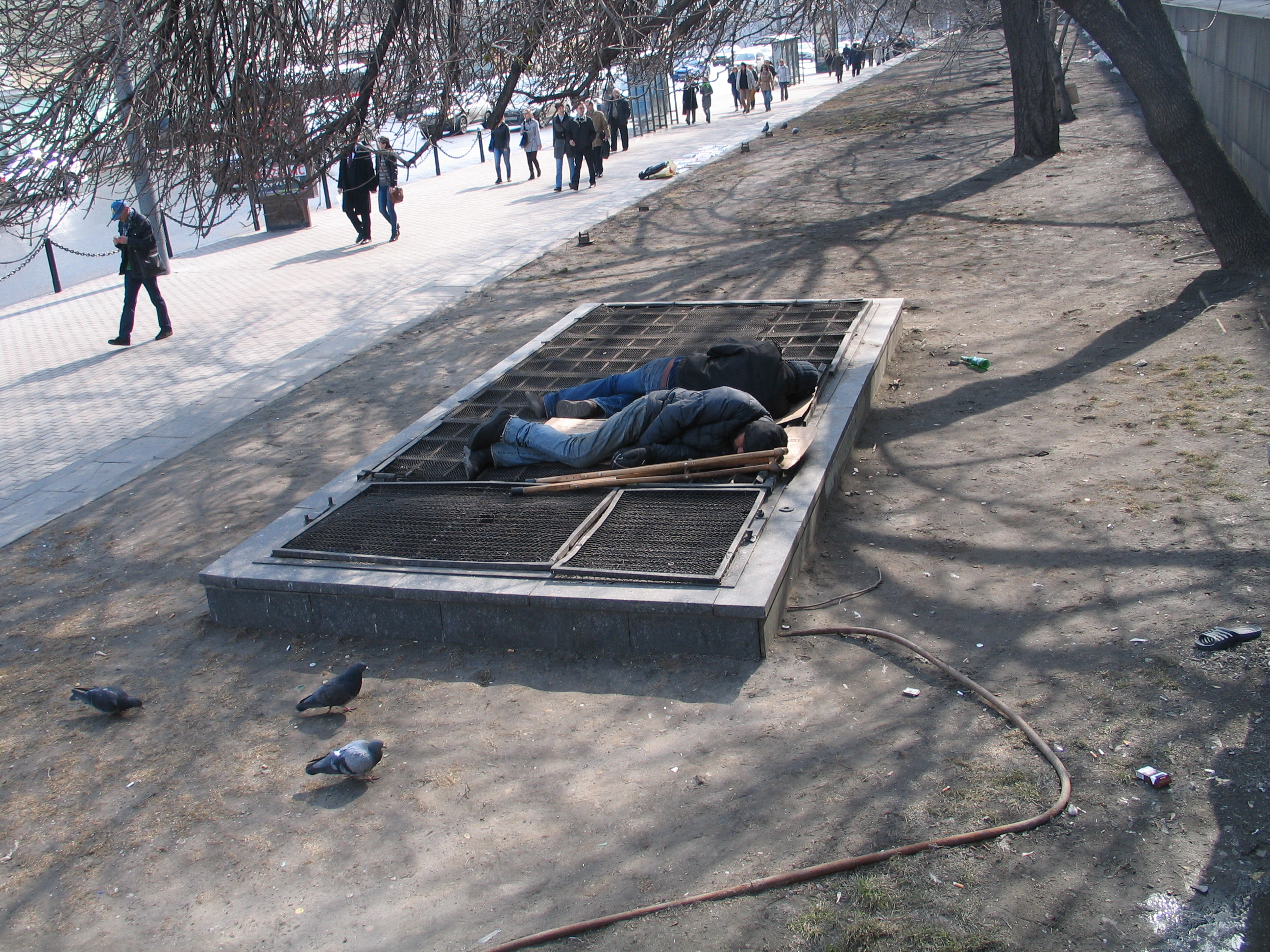
Бездомные на Моховой улице в Москве, под окнами Российской государственной библиотеки. Фото 2013 года

Социальное исключение, социальная изоляция или социальная маргинализация — это общественно невыгодное положение и отнесение к периферии членов общества. Этот термин широко используется в Европе и впервые был использован во Франции Р. Ленуаром. Социальное исключение влияет на образование, социологию, психологию, политику и экономику.
Социальное исключение — это процесс, при котором людям заблокированы различные права, возможности и ресурсы, доступные членам другой группы, которые имеют важное значение для социальной интеграции и соблюдения прав человека в этой конкретной группе (это жилье, занятость, медицина, гражданские права, участие в выборах и правовые гарантии).
В современном обществе с уменьшением разрыва в доходах социальная изоляция всё больше наблюдается как форма горизонтального, а не вертикального расслоения. То есть социально изолированными не всегда являются люди с низким уровнем доходов.
Отчуждение или лишение гражданских прав в результате социального исключения может быть связано с социальным классом человека, расой, цветом кожи, религиозной принадлежностью, этническим происхождением, образовательным статусом, отношениями (в детстве), уровнем жизни, политическими взглядами и внешностью. Такая форма дискриминации может применяться к людям с ограниченными возможностями, меньшинствам, ЛГБТ, потребителям наркотиков, выпускникам домов детей-инвалидов, к пожилым и молодым людям. Любой, кто отклоняется от общепринятых норм общества, может стать объектом грубых или тонких форм социальной изоляции.
Результатом социального исключения является то, что пострадавшие люди или сообщества лишены возможности полноценно участвовать в экономической, социальной и политической жизни общества, в котором они живут. Это может приводить к гражданскому сопротивлению в форме демонстраций, протестов или лоббирования со стороны исключённых людей.

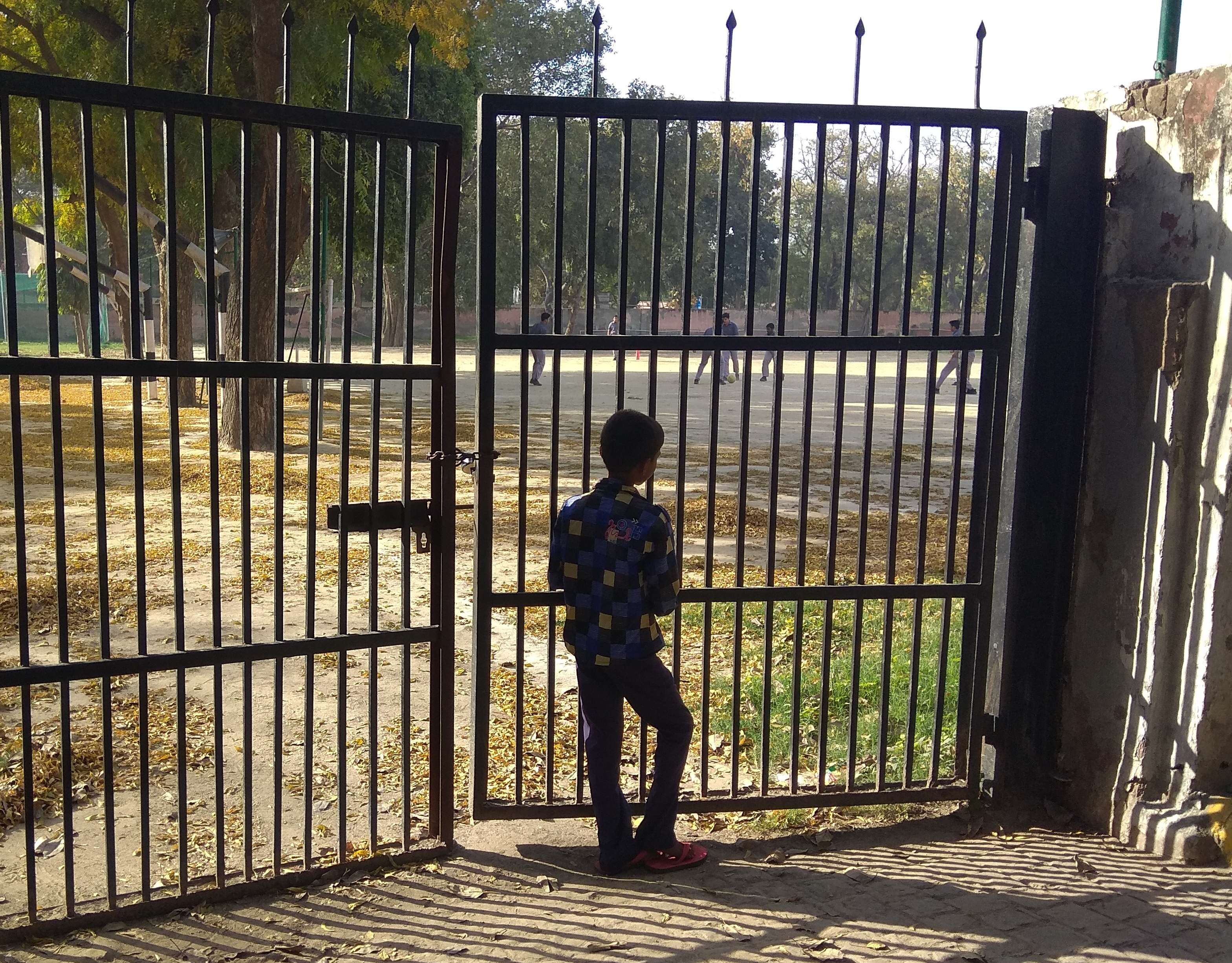
Маргинальный ребенок в Дели

Концепция социальной изоляции привели к тому, что во многих европейских странах влияние социальных неблагоприятных факторов, влияющих на благополучие всех людей, в том числе с особыми потребностями, оценивается всё сильнее. Концептуально социальная изоляция возникает на индивидуальном или групповом уровне по четырем взаимосвязанным линиям: недостаточный доступ к социальным правам, материальные лишения, ограниченное участие в жизни общества и отсутствие культурной интеграции в общество. Факт социального исключения определяется совокупным результатом личных факторов (возраст, пол, раса); макросоциальных событий (демографические, экономические изменения и развитие рынка труда, технологические инновации, эволюция социальных норм); государственного законодательство и социальной политики (законы в отношении бездомных, безработных, приезжих); фактическое поведение бизнеса, администрации и сограждан.

## Индивидуальное социальное исключение
Социальная изоляция на индивидуальном уровне приводит к исключению отдельного человека из участия в жизни общества. Примером служит исключение матерей-одиночек из системы социального обеспечения до реформ социального обеспечения 1900-х годов. Современная система социального обеспечения исходит из права людей быть продуктивным членом общества (органическая функция), и на компенсации за предоставленный общественно полезный труд. Вклад матери-одиночки в общество основан не на формальной занятости, а на представлении о том, что обеспечение благосостояния детей является необходимыми социальными издержками. В некоторых случаях карьеры, работа по уходу обесценивается, и материнство рассматривается работодателем как препятствие к трудоустройству.
Матери-одиночки ранее подвергались маргинализации, несмотря на их важную роль в социализации детей, из-за взглядов, что человек может внести значительный вклад в жизнь общества только через «оплачиваемую» работу, а также из-за культурных предубеждений против матерей-одиночек. Когда единственная задача отца считалась обеспечивать семью, маргинализация отцов-одиночек была функцией классовых условий. Одиночное отцовство приносит дополнительные испытания из-за того, что общество меньше принимает мужчин, которым «сходит с рук», если они не работают, а также из-за общей невидимости / непризнания отцов-одиночек в обществе. Восьминедельный отпуск по уходу за ребёнком — хороший пример одного социального изменения. Поставщики услуг по уходу за детьми имеют возможность оказывать большее влияние на ребёнка и структуру семьи, поддерживая отцов и увеличивая участие отца.
В более широком смысле многие женщины сталкиваются с социальным исключением. Муса-Мита рассматривает западное феминистское движение как прямую реакцию на маргинализацию белых женщин в обществе. Женщин исключали из числа трудящихся, их работа по дому не ценилась. Феминистки утверждают, что мужчины и женщины должны в равной степени участвовать в рабочей силе, в государственном и частном секторах, а также домашнем труде. Они также сосредоточили внимание на трудовом законодательстве для расширения доступа к занятости, а также на признании воспитания детей ценной формой труда. В некоторых странах сегодня женщины по-прежнему изолированы от руководящих должностей и продолжают зарабатывать там меньше мужчин.
Другой пример индивидуальной маргинализации — исключение людей с ограниченными возможностями из экономики труда. Грандз обсуждает точку зрения работодателя о приеме на работу людей с ограниченными возможностями как о снижении производительности, увеличении количества прогулов и увеличении количества несчастных случаев на рабочем месте. Кантор также обсуждает обеспокоенность работодателей чрезмерно высокой стоимостью размещения людей с ограниченными возможностями. Маргинализация людей с ограниченными возможностями сегодня широко распространена, несмотря на законодательство, направленное на предотвращение этого в большинстве западных стран, а также на академические достижения, навыки и подготовку многих людей с ограниченными возможностями.

## Исключение сообществ людей
Многие сообщества испытывают социальную изоляцию, такую как расовые (например, черные, неприкасаемые или низшие касты в индийской кастовой системе) и экономические сообщества (например, цыгане).
Одним из примеров является община аборигенов в Австралии. Маргинализация общин аборигенов — продукт колонизации . В результате колониализма общины аборигенов лишились своей земли, были вынуждены переселиться в бедные районы, лишились источников средств к существованию, были исключены с рынка труда и подверглись массовым безнаказанным массовым убийствам . Кроме того, общины аборигенов утратили свою культуру и ценности в результате принудительной ассимиляции и утратили свои права в обществе. Сегодня различные общины аборигенов по-прежнему изолированы от общества из-за разработки методов, политики и программ, которые, по словам Дж. Йи, «отвечали потребностям белых людей, а не потребностям самих маргинализированных групп». Йи связывает маргинализацию с сообществами меньшинств, описывая концепцию «белизны» населения, нацеленную на поддержание и соблюдение доминирующих норм. Бедные люди, живущие в захудалых муниципальных районах с высоким уровнем преступности, также могут оказаться в социальной изоляции.

## Причины социального исключения
Социальное исключение имеет множество факторов. Основные факторы включают расу, доход, статус занятости, социальный класс, географическое положение, личные привычки и внешний вид, образование, религию и политическую принадлежность.

### Глобальный и структурный уровни
Глобализация (глобальный капитализм), иммиграция, социальное обеспечение и политика — это более широкие социальные факторы, которые могут отрицательно повлиять на доступ к ресурсам и услугам, что приводит к социальному исключению отдельных лиц и групп. Точно так же более широкое использование информационных технологий и аутсорсинг компаний привели к отсутствию гарантий занятости и увеличению разрыва между богатыми и бедными. Альфонс, Джордж и Моффат (2007) обсуждают, как глобализация обусловливает уменьшение роли государства с одновременным увеличением влияния различных корпоративных секторов, приводящих к грубому неравенству, несправедливости и маргинализации уязвимых групп. Компании передают на аутсорсинг, рабочие места теряются, стоимость жизни продолжает расти, а земля отчуждается крупными компаниями. Материальные товары производятся в большом количестве и продаются по более низким ценам, в то время как в Индии, например, черта бедности снижена, чтобы замаскировать количество людей, которые фактически живут в бедности в результате глобализации. Глобализация и структурные изменения усугубляют бедность и продолжают вытеснять людей на обочину общества, в то время как правительства и крупные корпорации не решают эти проблемы.
Определённый язык и значение, придаваемое языку, могут вызывать изменения под влиянием западного мира, что Сьюпол описывает как «потенциал разбавления или даже уничтожения местных культур и традиций и отрицания контекстно-зависимых реалий». Сьюпол подразумевает, что влияние доминирующих глобальных дискурсов может вызвать индивидуальное и культурное смещение, а также переживание «делокализации». Отсутствие безопасности и страх перед неизвестным будущим и нестабильностью могут привести к вытеснению, исключению и принудительной ассимиляции в доминирующую группу (Сьюпол, 2006).
С преобладающим понятием глобализации мы теперь наблюдаем рост иммиграции, поскольку мир становится все меньше и меньше, и миллионы людей переезжают каждый год. Это связано с трудностями и борьбой за жизнь в новых условиях. Фергюсон, Лавалетт и Уитмор обсуждают, как иммиграция оказала прочную связь с доступом к программам социальной поддержки. Приезжие подвергаются давлению с невозможностью получить доступ к ресурсам страны, потому что они рассматриваются как «недостойные иностранцы». Это приводит к отказу в доступе к государственному жилью, медицинским льготам, услугам по поддержке занятости и социальным пособиям . Приезжие считаются недостойными, которые должны доказать свое право, чтобы получить доступ к предметам первой необходимости. Совершенно очевидно, что люди подвергаются эксплуатации и маргинализации в стране, в которую они эмигрировали.
Государства всеобщего благосостояния и социальная политика также могут исключать людей из программ снабжения предметами первой необходимости и программ поддержки. Социальные выплаты создавались, чтобы помочь людям получить доступ к небольшому количеству материальных благ. Янг полагает, что «обеспечение благосостояния само по себе порождает новую несправедливость, лишая зависимых от него прав и свобод, которыми обладают другие… Маргинализация несправедлива, потому что она блокирует возможность проявлять способности социально определённым и признанным способом». Существует мнение, что, получая минимальную социальную поддержку, человек будет свободен от маргинализации. Фактически, программы социальной поддержки ещё больше приводят к несправедливости, ограничивая определённое поведение. Человек вынужден подчиняться новой системе правил, сталкиваясь с социальной стигмой и стереотипами со стороны доминирующей группы в обществе, что ведёт к дальнейшей маргинализации и исключению из общества. Таким образом, положения о социальной политике и благосостоянии отражают доминирующие в обществе концепции, создавая и укрепляя категории людей и их потребности. Они игнорируют уникально-субъективную человеческую сущность, и продолжая цикл доминирования.

### Безработица
Признавая многомерность исключения, политическая работа, проводимая в Европейском союзе, была сосредоточена на борьбе с безработицей как ключевым или по крайней мере, важным фактором социального исключения. Это связано с тем, что в современных обществах оплачиваемая работа является не только основным источником дохода, на который можно покупать услуги, но и источником индивидуальности и чувства собственного достоинства людей. Социальные сети большинства людей и чувство принадлежности к обществу также связаны с их работой. Многие показатели крайней социальной изоляции, такие как бедность и бездомность, зависят от денежного дохода, который зависит от работы. Социальная изоляция может быть возможным результатом длительной безработицы, особенно в странах со слабыми системами социальной защиты. Таким образом, большая часть политики, направленной на сокращение социальной изоляции, сосредоточена на рынке труда:
- С одной стороны, необходимо сделать людей, подвергающихся риску исключения, более привлекательными для работодателей, то есть более «трудоспособными».
- С другой стороны, чтобы побудить (и/или обязать) работодателей быть более инклюзивными в своей политике занятости.

Инициатива ЕС EQUAL Community Initiative изучала способы повышения инклюзивности рынка труда. Работа над социальной изоляцией в более широком смысле осуществляется посредством открытого метода координации между правительствами государств-членов. Десятой целью в программе устойчивого развития Организации Объединённых Наций также является набор глобальных инициатив, направленных на содействие социальной интеграции для всех к 2030 году.

### Религия
Некоторые религиозные организации рекомендуют отлучение от церкви лиц, которые, как утверждается, отклоняются от религиозного учения, а в некоторых случаях — избегать таких людей. Некоторые религиозные организации допускают порицание критиков.
В разных обществах отдельные люди и сообщества могут быть исключены из общества на основании их религиозных убеждений. Социальная враждебность по отношению к религиозным меньшинствам и насилие в общинах имеют место в регионах, где правительства не проводят политику, ограничивающую религиозную практику по отношению к меньшинствам. Исследование международной религиозной свободы, проведённое Исследовательским центром Pew Research Center, показало, что 61 % стран ведут социальную вражду, направленную против религиозных меньшинств. Пять самых высоких показателей социальной враждебности получили Пакистан, Индия, Шри-Ланка, Ирак и Бангладеш. В 2015 году Пью опубликовал, что в 2013 году социальная враждебность снизилась, но притеснения евреев усилились.

## Последствия

### Здоровье
У геев последствия психоэмоционального ущерба от маргинализации в гетеросексуальном обществе включают в себя самоубийства и наркоманию.
Учёные изучают влияние расизма на здоровье. Амани Нуру-Джетер, социальный эпидемиолог из Калифорнийского университета в Беркли, и другие врачи выдвинули гипотезу о том, что подверженность хроническому стрессу может быть одним из способов, которым расизм способствует неравенству в состоянии здоровья между расовыми группами. Арлин Джеронимус, профессор-исследователь Института социальных исследований Мичиганского университета и профессор Школы общественного здравоохранения, и её коллеги обнаружили, что психосоциальный стресс, связанный с жизнью в крайней бедности, может вызвать раннее начало возрастных заболеваний. Исследование 2015 года под названием «Расоэтническая принадлежность, бедность, городские факторы стресса и длина теломер в выборке из Детройтского сообщества» было проведено с целью определения влияния условий жизни на здоровье, и проводилось группой социальных работников из нескольких университетов, в том числе, цитологами и партнёры по сообществу, включая Партнёрство по здоровой окружающей среде, для измерения длины теломер у бедных и людей с умеренным доходом европеоидной, негроидной и азиатской расы.
В 2006 году было проведено исследование, посвящённое возможной связи между изоляцией и функцией мозга. Исследования, опубликованные как университетом Джорджии, так и государственным университетом Сан-Диего, показали, что изоляция может привести к ухудшению работы мозга и принятию неправильных решений. Такие исследования подтверждают более ранние убеждения социологов. В различных прошлых исследованиях была выдвинута гипотеза о том, что эффект социальной изоляции коррелирует с такими вещами, как злоупотребление психоактивными веществами и наркомания, а также преступность.

### Экономика
Проблема социальной изоляции обычно связана с проблемой равных возможностей, поскольку некоторые люди более подвержены такому исключению, чем другие. Маргинализация определённых групп является проблемой во многих экономически более развитых странах, где большинство населения пользуется значительными экономическими и социальными возможностями.

## В философии
Процессы маргинализации вызывают особый интерес в постмодернистской и постколониальной философии и социальных исследованиях. Постмодернизм ставит под сомнение «центр» и его ценности, а постмодернистская социология и культурология исследуют маргинальные культуры, модели поведения, общества, положение маргинализованной личности.

## Социальная интеграция
Социальная интеграция, противоположность социальной изоляции, представляет собой позитивное действие, направленное на изменение обстоятельств и привычек, которые приводят (или привели) к социальной изоляции. По определению Всемирного банка, социальная интеграция — это процесс улучшения способности, возможностей и достоинства людей, находящихся в неблагоприятном положении по причине их идентичности, участвовать в жизни общества. В Докладе Всемирного банка об изменении характера труда за 2019 год говорится, что усиление социальной защиты и увеличение инвестиций в человеческий капитал улучшают равенство возможностей и социальную интеграцию.
Были назначены министры социальной интеграции и созданы специальные подразделения в ряде правительств по всему миру. Первым министром социальной интеграции был премьер-министр Южной Австралии Майк Ранн, начавший работать в этом направлении в 2004 году. Основываясь на британском отделе социальной изоляции, созданном премьер-министром Тони Блэром в 1997 году, Ранн в 2002 году учредил Инициативу социальной интеграции. Его возглавлял Дэвид Каппо. Каппо входил в состав Исполнительного комитета Кабинета министров Южной Австралии, а позже был назначен комиссаром по социальной интеграции с широкими полномочиями по решению проблем социального неблагополучия. Каппо было разрешено координировать работу нескольких министерских агентств, учитывая, что наиболее неблагоприятное социальное положение имеет несколько причин, требующих объединённых действий. Инициатива привела к крупным инвестициям со стороны правительства Южной Австралии в стратегии борьбы с бездомностью, включая создание инфраструктуры общего пользования, строительство высококачественных квартир в центре города для бездомных, инициативу «От улицы к дому» и гибкую программу обучения ICAN, с целью улучшения показателей отсева из школ. Он также включал крупное финансирование для модернизации служб охраны психического здоровья, а также капитальному ремонту служб помощи инвалидам. В 2007 году премьер-министр Австралии Кевин Радд назначил Джулию Гиллард первым министром социальной интеграции страны.
В Японии понятие и термин «социальная интеграция» со временем претерпели ряд изменений и в конечном итоге стали включаться в общественные мероприятия под названиями hōsetsu (包 摂) и hōkatsu (包括), например, в «Общинных центрах поддержки». «(chiiki hōkatsu shien sentā 地域包括 支援 セ ン タ ー) и» Комплексная система медицинского обслуживания на уровне общины "(chiiki hōkatsu kea shisutemu 地域包括 ケ ア シ ス テ ム).

## В социальной работе
После определения и описания маргинализации, а также различных уровней, на которых она существует, можно исследовать ее последствия для практики социальной работы. В работе Маллали (2007) описывается, как «личное является политическим», и признаётся, что социальные проблемы действительно связаны с более крупными факторами общества, вызывая различные формы угнетения среди людей, приводящие к маргинализации. Социальному работнику важно осознавать пересекающийся характер изоляции, необходимо беспристрастное и непредвзятое отношение. Работники должны понимать угнетение и маргинализацию как системную проблему, а не как вину отдельного человека.
Деятельность по социализации должна учитывать жизненный, субъективный опыт человека, а также его культурное, историческое и социальное происхождение. Социальный работник должен признавать человека ценным членом общества, имея в виду структурные факторы, способствовавшие угнетению и маргинализации. Социальные работники должны занять твёрдую позицию в определении глобальных факторов, влияющих на людей и сообщества, которые затем остаются без поддержки, что ведёт к маргинализации или дальнейшей изоляции от общества, частью которого они прежде являлись.
Социальный работник должен быть отзывчивым, работать над повышением осознания, расширением возможностей и пониманием субъективных реалий людей, живущих в быстро меняющемся мире, где страх и незащищённость постоянно подчиняют индивидуума коллективному целому, увековечивая доминирующие силы и заставляя замолчать угнетённых.
Некоторые люди и группы, не являющиеся профессиональными социальными работниками, выстраивают отношения с маргинализованными лицами, оказывая родственную помощь и поддержку, например, через помощь бездомным. Эти отношения подтверждают значимость маргинализированных лиц и обеспечивают им контакт с обществом.

## Законодательные меры
В ряде стран, таких как Италия, существует правовая концепция социальной изоляции. В Италии «esclusione sociale» определяется как бедность в сочетании с социальным отчуждением в соответствии с законом n. 328 (11-8-2000), который учредил государственную комиссию по расследованию под названием «Commissione di indagine sull’Esclusione Sociale» (CIES), подающей годовой отчёт правительству по вопросам социальной изоляции.
В Венской декларации и Программе действий, коммюнике о международных документах по правам человека, подтверждается, что «крайняя нищета и социальная изоляция представляют собой нарушение человеческого достоинства и что необходимы срочные шаги для более глубокого понимания крайней нищеты и её причин, в том числе связанные с программами развития, направленными на поощрение прав человека беднейших слоёв населения, ликвидацию крайней нищеты и социальной изоляции и содействие использованию плодов социального прогресса. Государствам крайне важно поощрять участие беднейших слоёв населения в процессе принятия решений сообществом, в котором они живут, в поощрении прав человека и в усилиях по борьбе с крайней нищетой».